# إيفانز وايز
إيفانز وايز (بالإنجليزية: Evans Wise)‏ (مواليد 23 نوفمبر 1973) هو لاعب كرة قدم. يلعب مع منتخب ترينيداد وتوباغو لكرة القدم. سبق له أن لعب في كأس العالم لكرة القدم مع منتخب بلاده.

## روابط خارجية
- إيفانز وايز على موقع الاتحاد الدولي (مؤرشف)  (الإنجليزية)
- إيفانز وايز على موقع الدوري الأمريكي (الإنجليزية)
- إيفانز وايز على موقع قاعدة بيانات كرة القدم.إي يو (الإنجليزية)
- إيفانز وايز على موقع بيانات كرة القدم. دي إي (الألمانية)
- إيفانز وايز على موقع ناشيونال فوتبول تيمز (الإنجليزية)